# Diodon hystrix

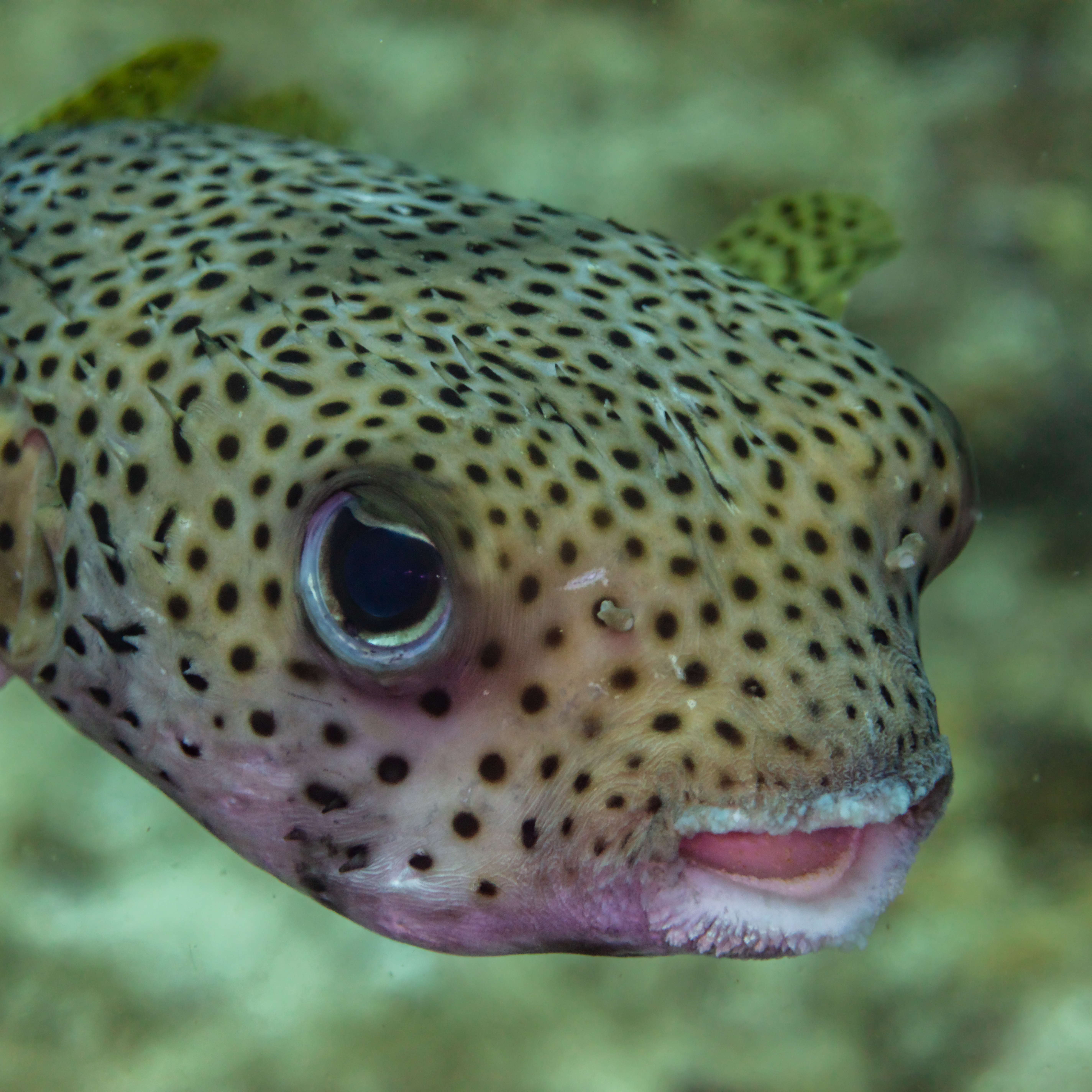

O Diodon hystrix, comummente conhecido peixe-ouriço, é uma espécie de peixe tetraodontiforme do género Diodon.
Caracterizam-se pela cabeça esférica e pelo corpo alongado, bem como pela sua pigmentação acastanhada ou ocre, copiosamente ocelada com pintas negras.
Tem cerca de 20 espinhos dérmicos mais ou menos em fila entre o focinho e a barbatana dorsal, que lhe servem de mecanismo de defesa contra os predadores, quando infla o corpo, à guisa dos demais peixes-balão, e eriça os espinhos.
Os machos podem atingir 91 centímetros de comprimento total e pesar até 2 quilos e 800 gramas.
Esta espécie medram nas águas marinhas tropicais e subtropicais.

## Nomes comuns
Dá ainda pelos seguintes nomes comuns: peixe-balão-de-espinhos, peixe-balão-espinhoso e sapo-grande.